# Steady, As She Goes
"Steady, As She Goes" – debiutancki singel zespołu The Raconteurs z albumu Broken Boy Soldiers wydany w 2006. 

## Wydanie
Limitowana winylowa wersja 7", 45rpm została wydana w Europie 30 stycznia 2006, a w Ameryce 7 marca 2006. Był to singel podwójnie A-side, z niezbyt promowaną "Store Bought Bones". Kompaktowa wersja "Steady, As She Goes" została wydana 24 kwietnia, z "Bane Rendition" jako B-side. Zostały wydane też kolejne dwie edycje winylowe: pierwsza (oznaczona jako 'B') z "Store Bought Bones" jako B-side, druga (oznaczona jako 'C') zawierała akustyczną wersję "Steady, As She Goes" i "Call it a Day" na B-side. Singel dotarł na 54. miejsce na liście Billboard Hot 100 i 1. miejsce na liście Modern Rock Tracks. W 2007 "Steady, As She Goes" było nominowane do Grammy w kategorii Best Rock Performance by a Duo or Group with Vocal.

## Teledysk
Powstały dwa teledyski do "Steady, As She Goes". Pierwszy został wyreżyserowany przez Jima Jarmuscha i skupia się na zespole wykonującym utwór. Miał premierę w MTV Two 10 marca 2006. 
W drugim teledysku The Raconteurs współpracowało z Paulem Reubensem znanym jako Pee-wee Herman. W tym teledysku każdy z członków zespołu gra wyimaginowanego bohatera-wyścigowca, w staromodnym wyścigu. Reubens gra szefa, który robi wszystko, aby wygrał jego zawodnik, Jack Lawrence. Oszukują wielokrotnie, w wyniku czego Patrick spada z klifu, Brendan się rozbija, a Jack zostaje zastrzelony przez Reubensa dmuchawką i Lawrence wygrywa. Wideo miało premierę w Yahoo! Music 19 czerwca 2006.

## Lista utworów

### CD
1. "Steady, As She Goes"
2. "The Bane Rendition"

### 7" (A)
1. "Steady, As She Goes"
2. "Store Bought Bones"

### 7" (B)
1. "Steady, As She Goes"
2. "Store Bought Bones"

### 7" (C)
1. "Steady, As She Goes" (acoustic)
2. "Call It a Day"